# Ouïgoun
Ouïgoun (Уйгун), pseudonyme de Rakhmatoulla Atakouziev, né le 1er mai 1905 à Merke et mort le 22 avril 1990, est un poète, écrivain, dramaturge, traducteur et homme politique ouzbek et soviétique.

## Biographie
Il naît en 1905 dans le village de Merke dans le Turkestan russe. Il commence à être publié dans les journaux locaux en 1925, année où il termine l'école normale d'instituteurs de Tachkent et devient instituteur et commence à aimer le théâtre ; puis il reprend ses études en 1927 à l'académie pédagogique  de Samarcande qu'il termine en 1930 et devient enseignant de lettres. Il enseigne la littérature ouzbèke dans des écoles professionnelles agricoles. Plus tard, il travaillera dans différentes universités de la République socialiste soviétique d'Ouzbékistan. Son premier recueil de poésie paraît en 1929 ; il est intitulé La Joie du printemps. Pendant la Grande Guerre patriotique, il défend l'esprit patriotique soviétique en publiant des poèmes reflétant la colère et la haine envers l'ennemi et l'espoir en la victoire. Ouïgoun est l'auteur aussi de nombreuses pièces de théâtre en vers, essais, critiques littéraires et carnets de voyage. Certains de ses poèmes ont été traduits en russe par Viktor Goussev. Il fut également député du Soviet suprême de la République socialiste soviétique d'Ouzbékistan, président de l'union des écrivains d'Ouzbékistan (de 1950 à 1954) et rédacteur du journal Chark Youldouzi et du journal Mouchtoum. Il était également membre-correspondant de l'Académie des sciences d'Ouzbékistan et a traduit Tolstoï, Tchekhov et d'autres grands auteurs russes en ouzbek.

## Œuvres choisies
- «Asrlar» (Le Siècle) 1967 (pièce en vers; traduite en russe en 1968), à propos de la construction du barrage hydroélectrique de Farkhad, sur le Syr-Daria près de Khodjent.
- «Abou Raïkhan Berouni» (pièce de théâtre en vers sur l'encyclopédiste et écrivain Al-Birouni).
- «Motyliok» (pièce de théâtre en vers)
- La Colère de Nazyr (poème)
- Le Brigadier Karim (poème)
- La Mère (pièce de théâtre)
- La Chanson de la vie (pièce de théâtre)
- Alicher Navoï (pièce de théâtre)

## Hommages et distinctions
- Héros du travail socialiste (14 mai 1985)[5]
- 3 ordres de Lénine (décembre 1951, juillet 1971 et mai 1985)
- Ordre de la Révolution d'Octobre (mai 1975)
- 2 ordres du Drapeau rouge du Travail (janvier 1950; mars 1959)
- Ordre de l'Amitié des peuples (4 mars 1980)
- 2 ordres de l'Insigne d'honneur (décembre 1944; mars 1965)
- Diverses médailles et 4 autres ordres[6].
- Poète du peuple de la République socialiste soviétique d'Ouzbékistan (1965)[5]